# Рівчаченко Маргарита Олегівна
Маргари́та Оле́гівна Рівчаче́нко (позивний — Афіна; нар. 21 лютого 1997) — українська журналістка, медіаменеджерка, парамедикиня, військовослужбовиця, молодша сержантка Збройних сил України, учасниця російсько-української війни.

## Життєпис
Маргарита Рівчаченко народилася 21 лютого 1997 року.
Закінчила Харківський національний університет імені В. Н. Каразіна (2018, спеціальність — українська мова та література), Могилянську школу журналістики (2020, маґістр).
Працювала журналісткою у виданнях «Krapka», «MyKharkiv» та у громадському русі «Чесно» (2016—2017); медіаменеджеркою в Інституті розвитку регіональної преси (2018—2019); комунікаційною менеджеркою Міністерства охорони здоров'я України та руху «Марш за Київ». Від 2020 — прессекретарка депутата Верховної Ради України
Співпрацювала з інтернетвиданням «Українська правда». Допомагала з піаром в архітектурному бюро.
Учасниця річного проєкту зі створення студентської редакції та Відкритого університету реформ. Менеджерка мультимедійного проєкту «Мій перший раз».
Членкиня ГО «Смарт медіа».

### Російсько-українська війна
З початком повномасштабного російського вторгнення вступила до лав ТрО м. Києва. Проходила курс домедичної підготовки.
Знялася у фотосесії «Жінки на фронті» для української версії жіночого журналу Elle.
Прессофіцерка ЗСУ на харківському, а нині на донецькому напрямку.